# Sonja Henie
Sonja Henie (* 8. April 1912 in Kristiania; † 12. Oktober 1969 während eines Fluges von Paris nach Oslo) war eine norwegische Eiskunstläuferin, die im Einzellauf startete. Mit drei Olympiasiegen, zehn Weltmeisterschaftstiteln und sechs Europameisterschaftstiteln im Zeitraum von 1927 bis 1936 ist sie die mit Abstand erfolgreichste Einzelläuferin in der Eiskunstlaufgeschichte. 1936 begann Henie eine erfolgreiche Karriere in Hollywood.

## Frühe Jahre
Sonja Henie war die einzige Tochter des Pelzhändlers Wilhelm Henie und seiner Frau Selma Lochmann-Nielsen (1888–1961). Ihr Vater wurde 1894 Radfahrweltmeister in Antwerpen. Außerdem nahm er im Eisschnelllauf an Europameisterschaften teil. So wurden die Kinder früh dazu ermuntert, verschiedene Sportarten auszuprobieren. Henie zeigte Talent für den Skisport, folgte dann aber ihrem älteren Bruder Leif zum Eiskunstlaufen. Als Kind war Henie auch eine national gelistete Tennisspielerin und begabte Schwimmerin und Reiterin. Als Henie ernsthaft mit dem Eiskunstlauftraining begann, endete ihre staatliche Schulausbildung. Sie wurde daraufhin von Privatlehrern betreut, und ihr Vater heuerte Experten an, um seine Tochter zur Sportgröße auszubilden. Darunter war auch die russische Ballerina Tamara Karsawina.

## Amateurkarriere
Schon als Elfjährige nahm Sonja Henie an den Olympischen Winterspielen 1924 in Chamonix teil und wurde Achte und Letzte. Bei diesen Spielen fiel sie auf den Po und rief „Hoppla“, was ihr den Beinamen „Fräulein Hoppla“ einbrachte. Während ihrer Kür musste sie mehrmals zu ihrem Trainer laufen, um zu fragen, was sie als Nächstes zu tun hätte. Doch bereits bei den nächsten Olympischen Spielen, 1928 in St. Moritz bedurfte sie dieser Hilfe nicht mehr. Sie gewann olympisches Gold, deutlich vor Fritzi Burger. Bei den Olympischen Spielen 1932 in Lake Placid verteidigte sie ihren Olympiatitel erneut deutlich vor Burger. Vier Jahre später triumphierte sie in Garmisch-Partenkirchen zum dritten Mal in Folge bei Olympischen Spielen und ist bis heute die einzige Eiskunstläuferin, die in der Damenkonkurrenz drei Olympiasiege feiern konnte. Ihr letzter Titel war allerdings umstrittener als die beiden zuvor. Nach den Pflichtfiguren lagen Henie und die Britin Cecilia Colledge nur wenige Punkte auseinander.
Sandra Stevenson berichtet in ihrem Artikel in The Independent vom 21. April 2008 folgendermaßen davon: „Die Knappheit erzürnte Henie, die, als das Resultat für diesen Abschnitt an der Wand des Teilnehmerbereichs angeschlagen wurde, das Papierstück nahm und in kleine Stücke zerriss. Die Auslosung für die Kür kam dann unter Verdacht, da Henie als letzte Starterin die beste Position hatte, während Colledge schon als Zweite von 26 Starterinnen antreten musste. Dieser frühe Start wurde als Nachteil gesehen, da das Publikum noch nicht im Rhythmus eines Beifallssturmes war und die Punktrichter bekanntermaßen großzügiger mit der Vergabe von höheren Bewertungen wurden, je länger der Wettbewerb andauerte. Jahre später wurde eine gerechtere, gestaffelte Auslosung eingeführt, um dieser Tatsache entgegenzuwirken.“
Bei ihren ersten Weltmeisterschaften wurde Henie 1924 im heimischen Oslo beim Sieg von Herma Szabó, der dominierenden Eiskunstläuferin der Zwanziger Jahre, Fünfte. Ihre nächsten Weltmeisterschaften bestritt sie zwei Jahre später in Stockholm. Dort gewann sie die Silbermedaille hinter Szabó. Im Jahr 1927 fanden die Weltmeisterschaften für die Damenkonkurrenz wieder in Henies Heimatstadt Oslo statt. Henie gewann ihre erste Goldmedaille bei Weltmeisterschaften in einer kontroversen Art und Weise. Noch nach den Pflichtfiguren hatte Herma Szabó deutlich vor Henie geführt, unterlag der Norwegerin aber am Ende durch die Mehrheit der norwegischen Punktrichter. Drei der insgesamt fünf Punktrichter kamen aus Norwegen, einer aus Deutschland und einer aus Österreich. Die drei Norweger setzten Henie auf den ersten Platz, die beiden anderen Punktrichter Szabó. Nach dieser Niederlage beendete Szabó ihre Karriere. Henie bot ihr später eine Neuauflage des Duells an, doch sie lehnte ab. Dadurch war der Weg frei für Henie und sie verlor nie wieder bei Weltmeisterschaften. Bis 1936 folgten noch neun Weltmeisterschaftstitel in Folge. Niemand konnte sie ernsthaft gefährden, sie gewann zumeist mit einstimmigem Punktrichterurteil. Ihre Herausforderinnen waren Fritzi Burger, die 1929 in Budapest und 1932 in Montréal hinter ihr Vizeweltmeisterin wurde, Maribel Vinson, die Vizeweltmeisterin von 1928, Cecil Smith, Vizeweltmeisterin von 1930, Hilde Holovsky, Vizeweltmeisterin von 1931, Vivi-Anne Hultén, Vizeweltmeisterin von 1933, Megan Taylor, Vizeweltmeisterin von 1934 und 1936 und Cecilia Colledge, Vizeweltmeisterin von 1935. Mit insgesamt zehn Weltmeistertiteln ist Henie auch die mit Abstand erfolgreichste Eiskunstläuferin im Dameneinzel bei Weltmeisterschaften.
Im Jahr 1930 gab es erstmals eine eigene Damenkonkurrenz bei den Europameisterschaften. Henie nahm erstmals 1931 in Wien und letztmals 1936 in Berlin teil. Sie gewann alle Europameisterschaften, bei denen sie antrat, und siegte insgesamt sechsmal in Folge: 1931 und 1932 vor Fritzi Burger, 1934 und 1935 vor Liselotte Landbeck und 1933 und 1936 vor Cecilia Colledge. In den Jahren 1925 bis 1929 wurde Henie norwegische Meisterin im Einzellauf und von 1926 bis 1928 zusammen mit Arne Lie auch im Paarlauf. Ihren einzigen internationalen Auftritt im Paarlauf hatte Henie an der Seite von Lie bei den Weltmeisterschaften 1926. Das Paar belegte den fünften Platz.
Während ihrer Karriere reiste Henie weit herum und arbeitete mit zahlreichen Trainern zusammen. Zuhause in Oslo trainierte sie im Frogner Stadion, wo sie unter anderem von Hjordis Olsen und Oscar Holthe trainiert wurde. Im späteren Verlauf ihrer Karriere trainierte sie vor allem beim Amerikaner Howard Nicholson in London. Außerdem war Henie extrem gefragt bei Schaulaufveranstaltungen in Europa wie auch Nordamerika. Sie wurde so berühmt, dass, wo immer sie auftrat, ein Polizeiaufgebot die Massen kontrollieren musste. Es war ein offenes Geheimnis, dass Henies Vater Wilhelm trotz ihres Amateurstatus große Summen von Geld für die Auftritte seiner Tochter forderte. Sowohl Henies Vater wie auch ihre Mutter gaben ihre Geschäfte in Norwegen auf und überließen sie Sonjas Bruder Leif, um mit ihr um die Welt zu reisen und sie zu managen.
Henie gilt als erste Eiskunstläuferin, die kurze Röcke als Kostüm einführte, weiße Schlittschuhe trug und Choreographien einsetzte.

## Profi- und Filmkarriere

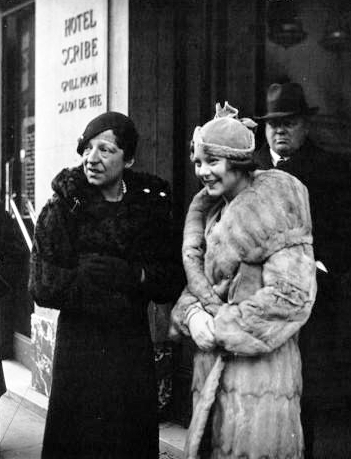
Sonja Henie (r.) mit der französischen Tennisspielerin Suzanne Lenglen

Nach ihrem Rückzug aus dem Amateursport 1936 ging Henie mit großzügig ausgestatteten Eisrevuen auf Tournee. Als Kind hatte sie sich bereits in den Kopf gesetzt, nach ihrer Sportkarriere nach Hollywood zu gehen und ein Filmstar zu werden, ohne daran zu denken, dass ihr starker Akzent ihre Ambitionen behindern könnte. So knüpfte sie bei einem Auftritt in Los Angeles, an dem ihr Vater maßgeblich beteiligt war, Kontakte zur Filmindustrie und wählte am Ende das Angebot der 20th Century Fox aus, das ihr Darryl F. Zanuck, der Chef des Studios, angeboten hatte. Henie bestand darauf, bereits in ihrem ersten Film als Star über dem Titel genannt zu werden und bekam eine Gage von 125.000 Dollar. Der Langzeitvertrag machte sie zu einer der höchstbezahlten Schauspielerinnen der Welt. Das Studio entwickelte in der Folgezeit eine Spezialkamera, die in der Lage war, die raschen Bewegungen auf dem Eis entsprechend einzufangen. Die Eisbahnen, auf denen Henie im Studio ihre Runden zog, waren ebenfalls spezielle, an die Anforderungen der Aufnahmetechnik angepasste Sonderanfertigungen. So durfte das Eis weder durchsichtig sein, noch zu stark reflektieren, um eine möglichst gute Wiedergabe auf der Leinwand zu gewährleisten.
Nach dem Erfolg ihres ersten Films One in a Million wurde Henies Status bestätigt und sie wurde immer anspruchsvoller in ihren Geschäftsbeziehungen mit Zanuck. Sie bestand darauf, totale Kontrolle über die Eislaufnummern zu haben, die sie im Film zeigte.

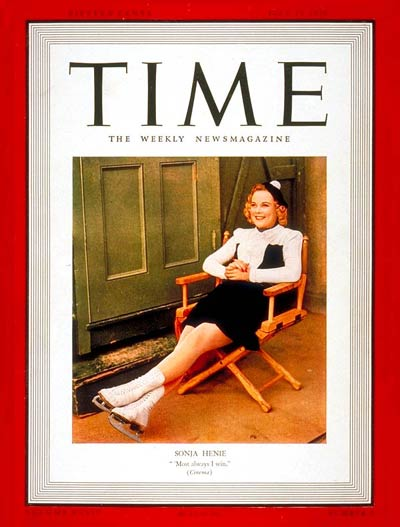
Sonja Henie auf dem Cover des Time-Magazine im Juli 1939

Henie, die in ihren Filmen überwiegend Nordeuropäerinnen spielte, die Englisch mit starkem Akzent sprachen, trat meist in aufwendig produzierten Musicals und neben den männlichen Stars des Studios auf, wie Tyrone Power, Don Ameche und später John Payne. Bereits 1938 wurde sie unter die zehn kassenträchtigsten Kinostars gewählt, und eine Zeit lang war sie populärer als Alice Faye. Ihr Erfolg war so groß, dass andere Studios versuchten, ähnliche Eisrevuen zu produzieren. Doch weder akzeptierte das Publikum die Filme mit der Eisläuferin Vera Hruba Ralston, noch konnte Joan Crawford in The Ice Follies of 1939 einen durchschlagenden Erfolg verzeichnen. Henies bekanntester Film wurde Sun Valley Serenade, in dem sie 1941 neben Glenn Miller und seinem Orchester auftrat.
Zusätzlich zu ihrer Karriere bei Fox hatte sie ein Geschäftsabkommen mit Arthur Wirtz, der ihre Eis-Shows, mit denen sie tourte, unter dem Namen Hollywood Ice Revue produzierte. Wirtz fungierte auch als Henies finanzieller Berater. Zu dieser Zeit waren Eiskunstlauf und Eis-Shows noch keine etablierte Unterhaltungsveranstaltung in den USA. Henies Popularität als Filmschauspielerin zog viele neue Fans an und so etablierten sich Eislauf-Shows als populäre neue Unterhaltungsform. Während der 1940er Jahre produzierten Henie und Wirtz aufwändige, mit Musik unterlegte Eislaufspektakel im Center Theatre im Rockefeller Center, die Millionen Besucher anlockte. Auf dem Höhepunkt ihrer Berühmtheit verdiente Henie mit ihren Shows und Tourneen mehr als zwei Millionen Dollar im Jahr. Sie hatte auch lukrative Werbeverträge für Schlittschuhe, Bekleidung, Schmuck, Puppen und andere Dinge, die unter ihrem Namen vertrieben wurde. Diese Erträge machten sie zu einer der reichsten Frauen der Welt.
Henie kündigte das Abkommen mit Wirtz 1950 und produzierte für die nächsten drei Saisons ihre eigenen Tourneen unter dem Namen Sonja Henie Ice Revue. Es war keine gute Entscheidung, sich in Konkurrenz zu Wirtz zu begeben, dessen Shows nun mit der Olympiasiegerin Barbara Ann Scott warben. Da Wirtz die großen Arenen und die besten Termine kontrollierte, musste Henie nun an kleineren Veranstaltungsorten auftreten und Märkte bedienen, die bereits mit anderen tourenden Eis-Shows wie Ice Capades gesättigt waren. Der Einsturz einer Tribüne bei einer Show in Baltimore trug dann endgültig zum Niedergang bei.
Im Jahr 1953 ging Henie eine geschäftliche Partnerschaft mit Morris Chalfen ein, um in seiner Holiday On Ice Tour auftreten zu können. Dies wurde ein Erfolg. Sie produzierte im Januar 1956 ihre eigene Show im New Yorker Roxy Theatre. Allerdings wurde die darauffolgende Tournee durch Südamerika ein Desaster. Henie trank zu viel und konnte die Anforderungen nicht mehr länger erfüllen. Dies war der Zeitpunkt der Beendigung jeglicher Eislaufbetätigung.

## Umgang mit dem Nationalsozialismus
Unter den Zuschauern der Olympischen Winterspiele 1936 in Garmisch-Partenkirchen war auch Adolf Hitler. Er lud die Norwegerin mit ihren Eltern auf den Berghof in Obersalzberg zum Essen ein. Dort überreichte er ihr ein Foto mit Autogramm und Widmung. Kontakte zu hochrangigen Nazis lassen sich noch bis Anfang der 1940er Jahre nachweisen. Henie traf sich mit Joseph Goebbels anlässlich der Filmpremiere von One in a Million in Deutschland. Während der Besatzung Norwegens sahen deutsche Soldaten das signierte Foto von Adolf Hitler im Haus der Henies. Daraufhin wurden keine Sachen der Henies konfisziert oder gar zerstört. Angeblich hatte Henie, die sich zu diesem Zeitpunkt in den USA aufhielt, kurz zuvor der Haushälterin telefonisch mitgeteilt, das Bild gut sichtbar aufzustellen.
Im Jahr 1941 wurde Henie US-amerikanische Staatsbürgerin. Wie viele Hollywoodstars unterstützte sie die US-Truppen durch die United Service Organizations, sie vermied es aber, die norwegische Widerstandsbewegung zu unterstützen oder öffentliche Aussagen gegen die Nationalsozialisten zu tätigen. Dafür wurde sie von vielen Norwegern und norwegischen Immigranten in den USA als Quisling-Sympathisant kritisiert. Henie war sich dessen bewusst, erlebte jedoch 1953 und 1955 mit ihrer Holiday on Ice Tour eine triumphale Rückkehr in die Heimat.

## Persönliches

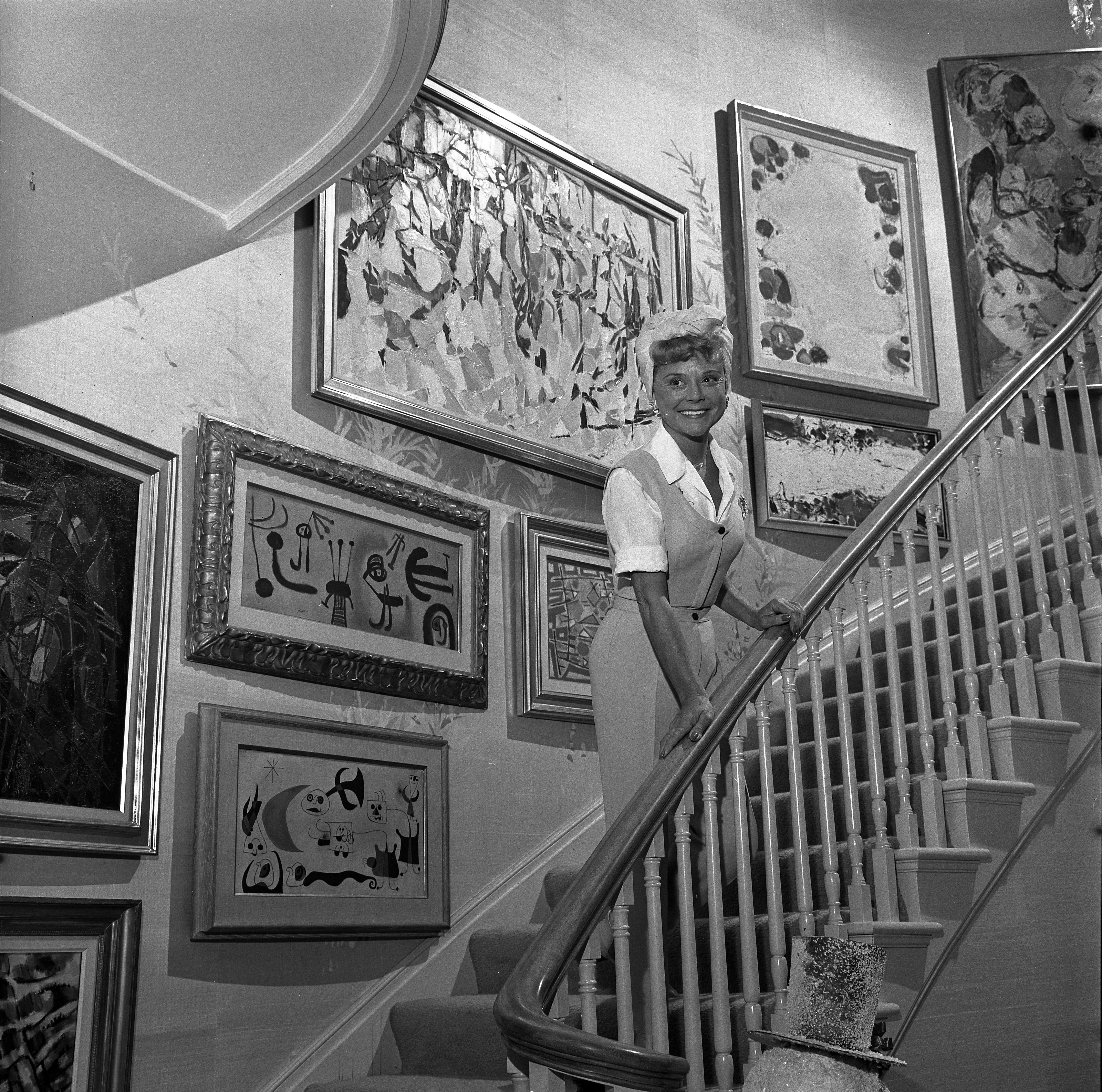
Sonja Henie in ihrem Haus in Los Angeles (1964)

Im Jahr 1938 gab Sonja Henie ihre Autobiografie Mitt livs eventyr heraus, die im Englischen im Jahr 1940 als Wings on My Feet erschien.
Als Henie im Alter von 14 Jahren im Berliner Sportpalast lief und als Glücksbringer eine Hasenpfote um den Hals trug, rief das Berliner Original „Krücke“: „Kiek mal, det Häseken“. Fortan trug sie in Berlin, wo sie ein besonderer Publikumsliebling war, den Beinamen „Häseken“.
Ihre große Liebe soll der zweifache österreichische Olympiasieger im Eiskunstlauf, Karl Schäfer, gewesen sein, der sich jedoch für die Tochter seines Fürsprechers Eduard Engelmann entschied, die er später auch heiratete.

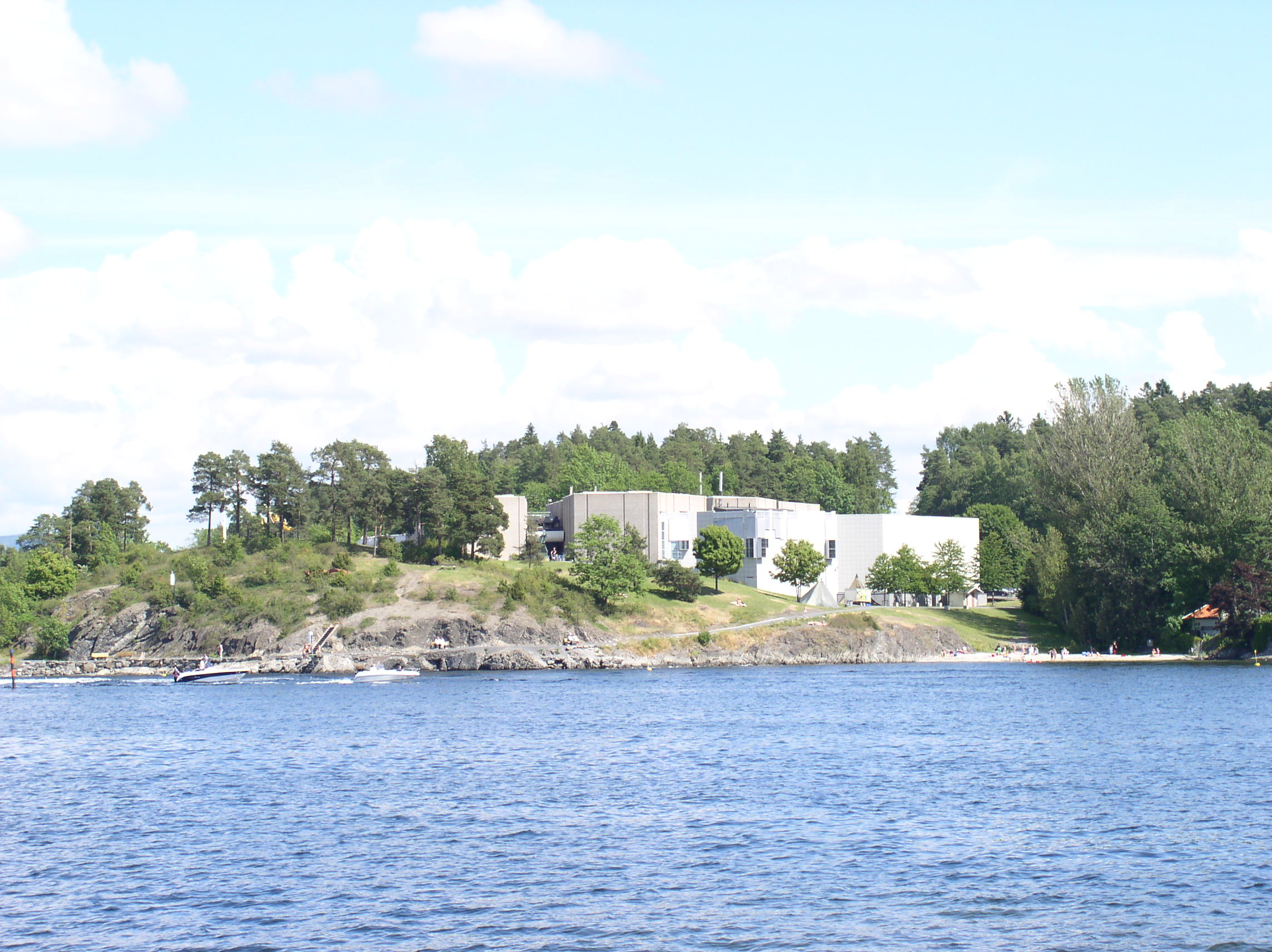
Das Henie-Onstad-Kunstzentrum in Høvikodden

Sonja Henie war dreimal verheiratet. Ihre Ehemänner waren von 1940 bis 1946 Daniel Topping (1912–1974), der Mitbesitzer und langjährige Präsident des Baseballvereins New York Yankees, von 1949 bis 1956 Winthrop Gardiner Jr. (1912–1980) und von 1956 bis 1969 Niels Onstad (1909–1978), ein wohlhabender Reeder und Kunstmäzen. Gemeinsam bauten sie eine bedeutende Sammlung moderner Kunst auf und gründeten ein Museum für Moderne Kunst, das Henie Onstad Kunstsenter in Høvikodden, Bærum, nahe Oslo, das 1968 eröffnet wurde.
Neben ihren Ehen hatte Henie zahlreiche Liebhaber, wie ihre Eiskunstlaufpartner Jack Dunn und Stewart Reburn, Boxlegende Joe Louis, Schauspieler Tyrone Power und Schauspieler Van Johnson. Laut der Biografie Queen of Ice, Queen of Shadows, die von Henies Bruder Leif und Raymond Strait nach ihrem Tod verfasst wurde, war Henie besessen von Geld und Sex, konnte im Zorn niederträchtig werden und nutzte ihre Familie und andere schamlos aus, um ihre Ziele zu erreichen.
Im September 1968 wurde bei ihr Leukämie diagnostiziert. Von der schweren Krankheit gezeichnet, besuchte sie im Oktober 1969 Freunde in Paris und starb auf dem Rückflug nach Oslo im Alter von 57 Jahren. Sie blieb kinderlos. Sonja Henie wurde oberhalb des Henie Onstad Kunstsenter beigesetzt.

## Ergebnisse

### Einzellauf
| Wettbewerb/Jahr             | 1924 | 1925 | 1926 | 1927 | 1928 | 1929 | 1930 | 1931 | 1932 | 1933 | 1934 | 1935 | 1936 |
| --------------------------- | ---- | ---- | ---- | ---- | ---- | ---- | ---- | ---- | ---- | ---- | ---- | ---- | ---- |
| Olympische Winterspiele     | 8.   |      |      |      | 1.   |      |      |      | 1.   |      |      |      | 1.   |
| Weltmeisterschaften         | 5.   |      | 2.   | 1.   | 1.   | 1.   | 1.   | 1.   | 1.   | 1.   | 1.   | 1.   | 1.   |
| Europameisterschaften       |      |      |      |      |      |      |      | 1.   | 1.   | 1.   | 1.   | 1.   | 1.   |
| Norwegische Meisterschaften |      | 1.   | 1.   | 1.   | 1.   | 1.   |      |      |      |      |      |      |      |

### Paarlauf
(mit Arne Lie)
| Wettbewerb/Jahr             | 1926 | 1927 | 1928 |
| --------------------------- | ---- | ---- | ---- |
| Weltmeisterschaften         | 5.   |      |      |
| Norwegische Meisterschaften | 1.   | 1.   | 1.   |

## Auszeichnungen

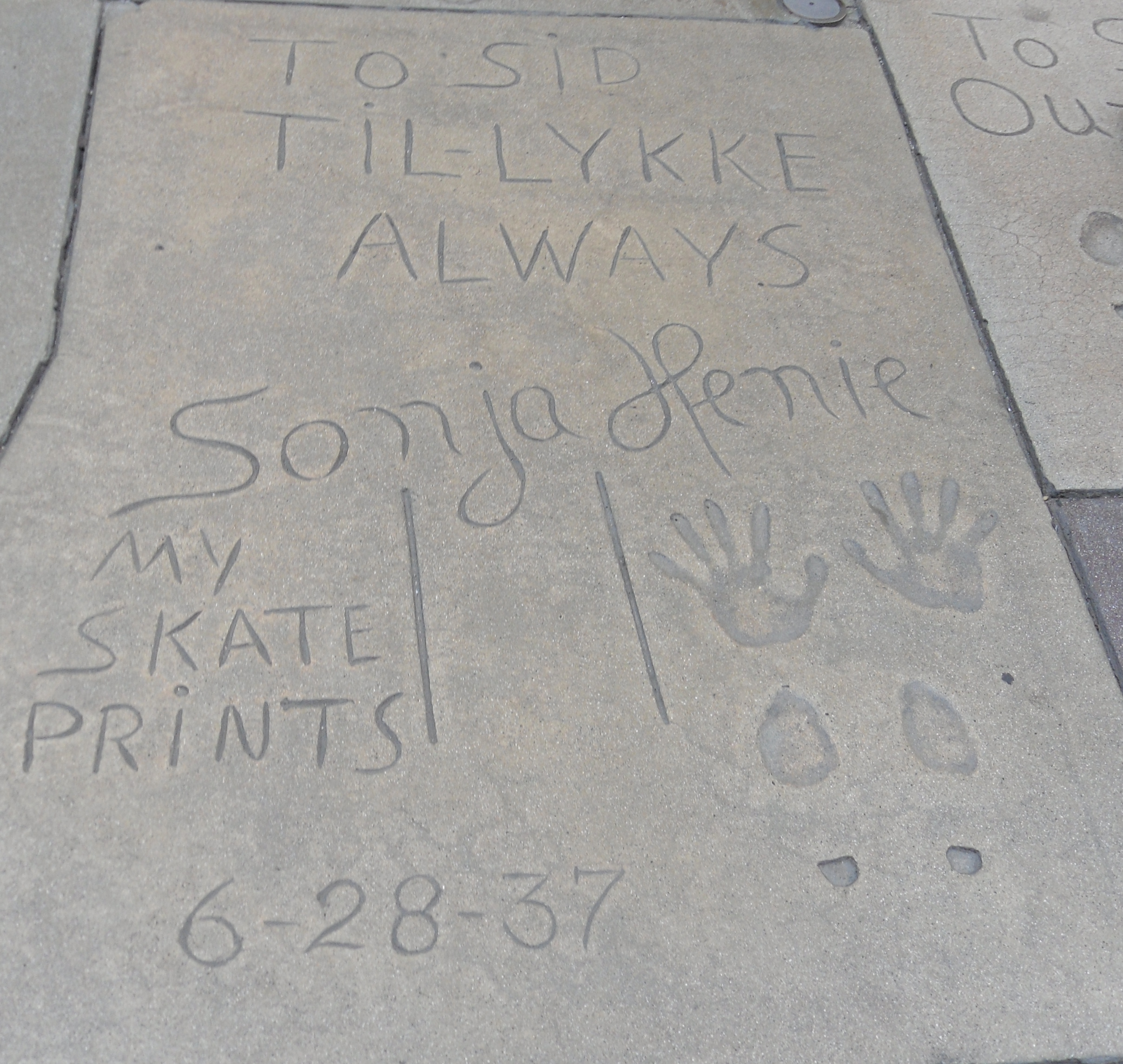
Henies Hand, Schuh- und Schlittschuhabdrücke vor Grauman’s Chinese Theatre

Henie wurde 1976 in die World Figure Skating Hall of Fame (Weltruhmeshalle des Eiskunstlaufs) aufgenommen. Sie hat einen Stern auf dem Hollywood Walk of Fame und die Abdrücke ihrer Hände, Schuhe und Schlittschuhe dekorieren seit 1937 eine Zementplatte vor Grauman’s Chinese Theatre. 1938 wurde sie mit nur 25 Jahren die jüngste Trägerin des Sankt-Olav-Ordens erster Klasse.

## Filmografie
- 1928: Das weiße Stadion
- 1936: Die Eisprinzessin (One in a Million)
- 1937: Hoheit flirtet (Thin Ice)
- 1938: Die Eiskönigin (Happy Landing)
- 1938: My Lucky Star
- 1939: Second Fiddle
- 1939: Everything Happens at Night
- 1941: Adoptiertes Glück (Sun Valley Serenade)
- 1942: Iceland
- 1943: Wintertime
- 1945: Rausch der Farben (It’s a Pleasure)
- 1948: The Countess of Monte Cristo

## Film
- 2018: Sonja – The White Swan (Sonja), Norwegen, Regie: Anne Sewitsky, mit Ine Marie Wilmann als Sonja Henie[3]